# The Kushner-Locke Company
The Kushner-Locke Company es una empresa de cine independiente estadounidense, el nombre de sus fundadores, Donald Kushner y Peter Locke.

## Historia
Fue fundada en 1983, y es conocida entre otras películas por:
- Las aventuras de Pinocho ;
- But I'm a Cheerleader ;
- Confesiones de una mente peligrosa ;
- La Tostadora Valiente en su versión animada;
- Mambo Café, única película protagonizada por Thalía.